# Pedagógia
A pedagógia egy kettős arculatú tudomány. Egyrészt kutató, vagyis a különböző korcsoportú emberek tanításának és taníthatóságának lehetőségeit, módszereit, eszközeit leíró és feltáró tudomány, másrészt alkalmazott tudomány, vagyis a kutatás során nyert tapasztalatokat a nevelés és oktatás folyamatában alkalmazva értékeket és tudást származtat át a tanulóknak.
A pedagógia elnevezés a görög peidagógosz szóból származik. Így hívták az ókori Görögországban azokat a (többnyire rabszolga) személyeket, akik iskolába kísérték a gyerekeket.
A pedagógiával szoros együttműködésben lévő határ- és résztudományok: didaktika, neveléstörténet, játékpedagógia stb.

## Kritikai felfogás
Szemben a pedagógia fentebb kifejtett elméletével, a kritikai pedagógiában nem valamiféle tudományról van szó, hanem a felnőttek és a gyerekek kapcsolatáról. Ebben a kapcsolatban sok minden történhet. A felnőttek megpróbálhatják a gyerekeket engedelmességre „nevelni”, vagy céljuk az, hogy a felnövőkből kritikus és kreatív emberek legyenek, akik képesek a világ problémáival szembenézni. Amikor az ember a fenti pedagógiadefiníciót olvassa, akkor látja, hogy az ún. szocializmus a pedagógiában milyen mély nyomokat hagyott.
- Fóti Péter honlapja – pedagógiai írások a Summerhilli iskoláról, a gyereknevelésről
- Critical Pedagogy (angol Wikipédia)

## Pedagógiai módszerek és munkaformák[1]
1. Önértékelés
2. Önellenőrzés
3. Kooperatív csoportmunka
4. Drámapedagógia
5. Verseny
6. Játék (pedagógiai módszer)
7. Páros munka
8. Önálló egyéni munka
9. Differenciált egyéni munka
10. Differenciált csoportmunka
11. Frontális osztálymunka
12. Frontális feladatadás
13. Frontális magyarázat
14. Versszínház a Suliban

## Képzést indító felsőoktatási intézmények
- Debreceni Egyetem - Bölcsészettudományi Kar
- Eötvös Loránd Tudományegyetem - Pedagógiai és Pszichológiai Kar
- Eszterházy Károly Egyetem - Tanárképzési és Tudástechnológiai Kar
- Kodolányi János Főiskola
- Miskolci Egyetem - Bölcsészettudományi Kar
- Nyíregyházi Főiskola - Pedagógusképző Kar
- Nyugat-magyarországi Egyetem - Művészeti, Nevelés- és Sporttudományi Kar
- Pannon Egyetem - Modern Filológiai és Társadalomtudományi Kar
- Pécsi Tudományegyetem - Bölcsészettudományi Kar
- Szegedi Tudományegyetem - Bölcsészettudományi Kar
- Wesley János Lelkészképző Főiskola
- Szent István Egyetem - Alkalmazott Bölcsészeti és Pedagógiai Kar
- Kaposvári Egyetem

## Lásd még
- Fejlesztőpedagógia
- Anton Szemjonovics Makarenko
- A Horthy-korszak katolikus ifjúságnevelő könyvei
- Az Osztrák–Magyar Monarchia ifjúságnevelő könyvei

## Magyar nyelvű pedagógiai művek

### Régebbi pedagógiai kézikönyvek
- Szilasy János: A' nevelés' tudomány, Buda, 1827 (reprint kiadás: Országos Pedagógiai Könyvtár és Múzeum, Budapest, 1998)
- Garamszeghy Lubrich Ágoston: Neveléstudomány I-IV.: Általános neveléstan, Különös neveléstan, Általános tanítástan, Különös tanítástan, Rudnyánszky A. Könyvnyomdája, 1871
- Erdődi János: Neveléstan, "Pannonia"-Könyvnyomda és Kiadó-Részvénytársaság, Kassa, 1882
- Felméri Lajos: A neveléstudomány kézikönyve, Kolozsvár, 1890
- Weszely Ödön: Pedagógia: nevelés és tanítástan, Stampfel-féle Könyvkiadó, Budapest, 1905, 167 p (reprint kiadás: Akadémiai Kiadó, Budapest, 1991, 167 p)
- Imre Sándor: Neveléstan, Budapest, é. n. [1928] (reprint kiadás: Országos Pedagógiai Könyvtár és Múzeum, Budapest, 1995)
- Huszár Győző: Neveléstan, szerzői kiadás, Budapest, 1934

### Pedagógiai lexikonok
- (szerk.) Verédy Károly: Paedagogiai encyclopedia különös tekintettel a népoktatás állapotára (A neveléstudomány szótára – Segédkönyv tanítók, nevelők, szülők és iskolai elöljárók számára), Athenaeum R.-T. Kiadása, Budapest, 1886
- Kőrösi Henrik – Szabó László: Az elemi népoktatás enciklopédiája I–III., Franklin-Társulat Magyar Irod. Intézet és Könyvnyomda, Budapest, 1911–1915
- (szerk.) Fináczy Ernő – Kornis Gyula – Kemény Ferenc: Magyar Pedagógiai Lexikon I–II., Révai Irodalmi Intézet, Budapest, 1933–1934
- (szerk.) Nagy Sándor – Bencédy József – Kiss Árpád – Ágoston György: Pedagógiai lexikon I–IV., Akadémiai Kiadó, Budapest, 1976–1979, ISBN 963-05-0850-8
- (szerk.) Báthory Zoltán – Falus Iván: Pedagógiai Lexikon I–III., Keraban Könyvkiadó, Budapest, 1997, ISBN 963-814-644-3

### Pedagógiatörténetek
- Kiss Áron: A nevelés- és oktatástörténet kézikönyve, különös tekintettel a magyar nevelés és oktatás történetére. 5. kiadás, Budapest, 1887. Dobrowsky és Franke
- Lubrich Ágost: A nevelés történelme. Budapest, 1874–1878. Két rész 3 kötetben
- Fináczy Ernő művei:
  -  Az ókori nevelés története. – Vezérfonal egyetemi előadásokhoz – Budapest (1906; 1922; 1926; 1984). ISBN 963 02 3034 8
  -  A középkori nevelés története. – Vezérfonal egyetemi előadásokhoz – Budapest (1914; 1926; 1985). ISBN 963 02 3492 0
  -  A renaissancekori nevelés története. – Vezérfonal egyetemi előadásokhoz – Budapest (1919; 1986). ISBN 963 02 4025 4
  -  Az újkori nevelés története, 1600–1800. – Vezérfonal egyetemi előadásokhoz – Budapest (1927; 1986). ISBN 963 02 4378 4
  -  Neveléselméletek a XIX. században. Budapest (1934)
- Veress István: A neveléstudományok multja és jelene. Neveléstörténelmi vázlat. Debrecen, 1917. Hegedüs–Sándor. 139–184. l. (Különnyomat a Theológiai Értesítőből)
- Németh–Mészáros–Pukánszky: Neveléstörténet, Osiris Kiadó, 2005, ISBN 9789633895917, 418 p
- Németh–Mészáros–Pukánszky: Neveléstörténet. Szöveggyűjtemény, Osiris Kiadó, 2006, ISBN 9789633895177, 534 p

## Külső hivatkozások
- A jó szóból is megárt a sok (Metazin, 2007. február 22.)
- Neveléstörténet.lap.hu - linkgyűjtemény
- Neveléstudomány.lap.hu - linkgyűjtemény
- Nevelés.lap.hu - linkgyűjtemény
- oktatas.uni.hu
- Pedagógia.lap.hu - linkgyűjtemény
- Gyereknevelés hideg szívvel, diktatúrákban Archiválva 2009. január 5-i dátummal a Wayback Machine-ben XXI. század, RTL Klub
- Fóti Péter honlapja - pedagógiai írások a Summerhilli iskoláról, a gyereknevelésről
- Az óvodapedagógusi szerep kihívásai
- Felvi Archiválva 2009. április 16-i dátummal a Wayback Machine-ben